# Françoise Dorléac

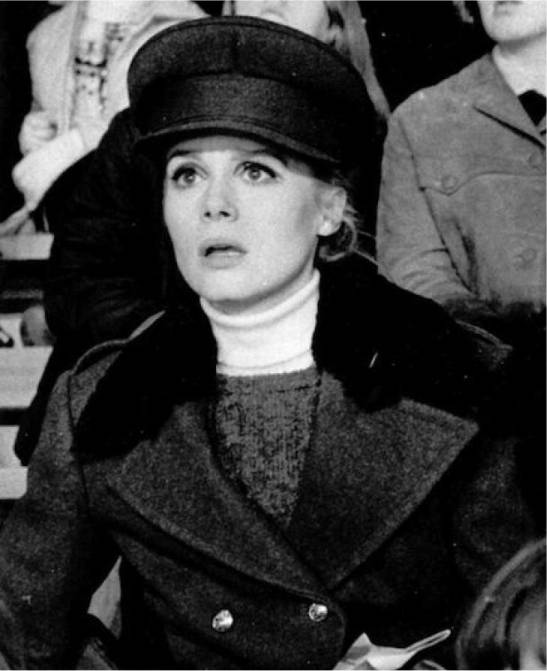
Françoise Dorléac w filmie Mózg za miliard dolarów (1967)

Françoise Dorléac (ur. 21 marca 1942 w Paryżu, zm. 26 czerwca 1967 w Nicei) – francuska aktorka filmowa.

## Życiorys
Była córką francuskiego aktora Maurice’a Dorléaca i Renée Deneuve, miała młodszą siostrę Catherine Deneuve.
W przeciwieństwie do Catherine (która przyjęła panieńskie nazwisko matki) pozostała przy nazwisku ojca. Zaczynała jako modelka, w filmie debiutowała pod koniec lat 50. Popularność przyniósł jej występ w Człowieku z Rio (1964) z Jean-Paulem Belmondo. Najwybitniejsze kreacje stworzyła w Gładkiej skórze (1964) François Truffauta i Matni (1966) Romana Polańskiego (rok wcześniej główną rolę w jego Wstręcie zagrała Deneuve).
Zginęła w wyniku pożaru samochodu, płonąc żywcem we wnętrzu kabiny.

## Filmografia
- 1960: Les Loups dans la bergerie jako Madeleine
- 1961: La Fille aux yeux d'or jako Katia
- 1961: Ce soir ou jamais jako Danielle
- 1962: Les Trois chapeaux claques jako Paula
- 1962: Arsène Lupin contra Arsène Lupin[1] jako Nathalie Cartier
- 1962: La Gamberge jako Francoise
- 1964: Polowanie na mężczyznę[2] jako Sandra
- 1964: Krąg (La Ronde) jako młoda dziewczyna
- 1964: Człowiek z Rio (L' Homme de Rio) jako Agnes Villermosa
- 1964: Gładka skóra (La Peau Douce) jako Nicole
- 1965: Gdzie są szpiedzy (Where the Spies Are) jako Vikki
- 1965: Dżingis chan (Genghis Khan) jako Bortei
- 1966: Matnia (Cul-de-sac) jako Teresa
- 1967: Panienki z Rochefort[3] jako Solange
- 1967: Mózg za miliard dolarów (Billion Dollar Brain) jako Anya